# أليز هينريخ
أليز سوبيمار هينريخ أوكاندو (بالإسبانية: Alyz Sabimar Henrich Ocando)‏ وهي عارضة أزياء وناشطة بيئية وإنسانية فنزويلية ولدت في يوم 9 أكتوبر 1991 في مدينة بونتو فيخو في ولاية فالكون في فنزويلا، وهي ملكة جمال فنزويلا لسنة 2012 وملكة جمال الأرض لسنة 2013.